# 波特诺山丘
波特诺山丘俱乐部（西班牙語：Club Cerro Porteño），是巴拉圭亚松森的一个足球俱乐部。该俱乐部成立于1912年。
波特诺山丘曾经 28 次夺得巴拉圭足球甲级联赛冠军。该队曾32次参加南美解放者杯，为所有参赛队中次数最多者。

## 荣誉
- 巴拉圭足球甲级联赛
  - 冠军：1913, 1915, 1918, 1919, 1935, 1939, 1940, 1941, 1944, 1950, 1954, 1961, 1963, 1966, 1970, 1972, 1973, 1974, 1977, 1987, 1990, 1992, 1994, 1996, 2001, 2004, 2005, 2009-A